# Creu del Servei Distingit (Regne Unit)
La Creu del Servei Distingit (anglès: Distinguished Service Cross (DSC)) és la tercera condecoració militar en el rang atorgada per la Royal Navy britànica. Va ser creada el 15 de juny de 1901 pel rei Eduard VII
És atorgada al personal de la Royal Navy i d'altres serveis, així com als oficials d'altres països de la Commonwealth, per valentia o conducta distingida durant accions contra l'enemic al mar. Pot ser atorgada pòstumament.
Originalment es denominava Conspicuous Service Cross, per condecorar als oficials inferiors que no podien rebre l'Orde del Servei Distingit, A l'octubre de 1914 se li modificà el nom a Creu del Servei Distingit, obrint-se a tots els oficials navals per sota de Lieutenant Commander (Major). Des de 1931 també poden rebre-la els membres de la Marina Mercant.
Des de 1940 també pot rebre-la el personal no-naval (membres de l'Exèrcit i de la RAF) mentre servien a bord d'una nau. Des de 1993 poden optar-hi tots els rangs, després de la derogació de la Medalla del Servei Distingit. Actualment és la tercera condecoració per valentia per tots els rangs de la Royal Navy.
Des de 1916 s'afegeix una barra sobre el galó per a tots aquells que la reben per segón cop. Els receptors poden emprar el post-nominal DSC.

## Disseny
Una creu llisa de 4 braços iguals, de forma corba, de 43mm d'ample. Al mig figura el monograma reial, amb una corona imperial al capdamunt. Al revers hi figura l'any de la concessió de la creu sobre el braç inferior.
Penja d'un galó de 3 franges iguals, blau fosc a l'exterior i blanc al mig.
| DSC | DSC amb Barra | DSC amb dues Barres |